# Zherong

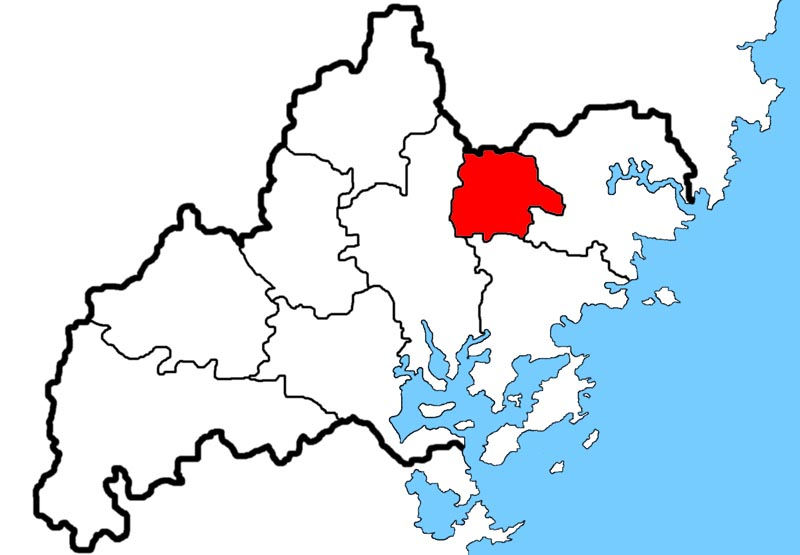
Kreis Zherong

Zherong (chinesisch 柘荣县, Pinyin Zhèróng Xiàn) ist ein chinesischer Kreis der bezirksfreien Stadt Ningde der Provinz Fujian. Er hat eine Fläche von 548 km² und zählt 92.989 Einwohner (Stand: 2020). Sein Hauptort ist die Großgemeinde Shuangcheng (双城镇).